# 옥길동 (부천시)
옥길동(玉吉洞)은 부천시 소사구의 행정동이자 법정동이다.

## 역사
시흥군 소래읍 옥길리가 1983년 대통령령 11027호에 따라 2리와 4리는 부천시로, 1리와 3리는 광명시로 분할 편입되어 광명 옥길동과 분리되었다.
2015년 말에 법정동 옥길동 중 범박동 관할이었던 역곡천 서남쪽 지역을 법정동상으로도 범박동에 편입시켰다가, 주민들 요구에 따라 2016년에 옥길동으로 환원하였다.
2024년 1월 1일에 부천시가 행정구를 재설치하면서 종전 범박동의 서해안로 동쪽 지역(법정동: 옥길동, 범박동, 계수동)과 역곡3동 남부 월경지(법정동: 옥길동)를 합쳐 옥길동을 행정동으로 신설하였다.

## 법정동
- 옥길동
- 범박동
- 계수동

## 도서관
- 별빛마루도서관

## 교육기관

### 초등학교
- 옥길산들초등학교 (2016)
- 옥길버들초등학교 (2017)

### 중학교
- 옥길중학교 (2017)